# Dodona egeon
Dodona egeon är en fjärilsart som beskrevs av John Obadiah Westwood 1851. Dodona egeon ingår i släktet Dodona och familjen Riodinidae. Inga underarter finns listade i Catalogue of Life.